# Xushnoza Shavkatova
Xushnoza Shavkatova (* 11. Juni 2005) ist eine usbekische Leichtathletin, die sich auf den Dreisprung spezialisiert hat.

## Sportliche Laufbahn
Ihren ersten internationalen Wettkampf bestritt Xushnoza Shavkatova im Jahr 2022, als sie bei den U20-Weltmeisterschaften in Cali mit einer Weite von 12,05 m in der Qualifikationsrunde im Dreisprung ausschied. Anschließend gewann sie bei den U18-Asienmeisterschaften in Kuwait mit 12,23 m die Silbermedaille und belegte im Weitsprung mit 5,78 m den vierten Platz. Im Jahr darauf siegte sie mit 13,07 m im Dreisprung bei den U20-Asienmeisterschaften in Yecheon und gelangte im Weitsprung mit 5,10 m auf Rang zehn. Anschließend belegte sie bei den Asienmeisterschaften in Bangkok mit 13,05 m den siebten Platz im Dreisprung. Im August verpasste sie bei den World University Games in Chengdu in beiden Disziplinen mit 5,66 m bzw. 12,74 m den Finaleinzug. 2024 verteidigte sie bei den U20-Asienmeisterschaften in Dubai mit 13,33 m ihren Titel im Dreisprung und belegte im Weitsprung mit 5,89 m den sechsten Platz. Im August verpasste sie bei den U20-Weltmeisterschaften in Lima mit 12,79 m den Finaleinzug im Dreisprung.
2022 wurde Shavkatova usbekische Meisterin im Weit- und Dreisprung.

## Persönliche Bestleistungen
- Weitsprung: 5,96 m (+1,2 m/s), 4. Juni 2022 in Taschkent
- Dreisprung: 13,59 m (+2,0 m/s), 29. Juni 2024 in Taschkent